# Monólithos (ort)
Monólithos är en ort i Grekland.   Den ligger i prefekturen Nomós Dodekanísou och regionen Sydegeiska öarna, i den sydöstra delen av landet, 400 km sydost om huvudstaden Aten. Monólithos ligger 148 meter över havet och antalet invånare är 334.
Terrängen runt Monólithos är huvudsakligen kuperad, men söderut är den platt. Havet är nära Monólithos åt sydväst. Runt Monólithos är det glesbefolkat, med 8 invånare per kvadratkilometer. Närmaste större samhälle är Émponas, 15,5 km nordost om Monólithos. 